# 御陵前停留場
御陵前停留場（ごりょうまえていりゅうじょう）は、大阪府堺市堺区南半町東1丁にある阪堺電気軌道阪堺線の停留場。駅番号はHN25。

## 歴史
- 1912年（明治45年）3月5日：阪堺電気軌道により、少林寺橋停留場として開業。
- 1915年（大正4年）6月21日：南海鉄道との合併により、同鉄道の駅となる。
- 1925年（大正14年）頃：御陵前停留場に改称。
- 1944年（昭和19年）6月1日：会社合併により近畿日本鉄道の駅となる。
- 1947年（昭和22年）6月1日：路線譲渡により南海電気鉄道の駅となる。
- 1980年（昭和55年）12月1日：路線譲渡により阪堺電気軌道の駅となる[1]。
- 1991年（平成3年）:ホームを現在の位置に移設。（旧ホームから41m北に移設[2]）

## 停留場構造
相対式ホーム2面2線を有する。綾ノ町から続いた大道筋上の停留場はここが南端となる。

## 停留場周辺

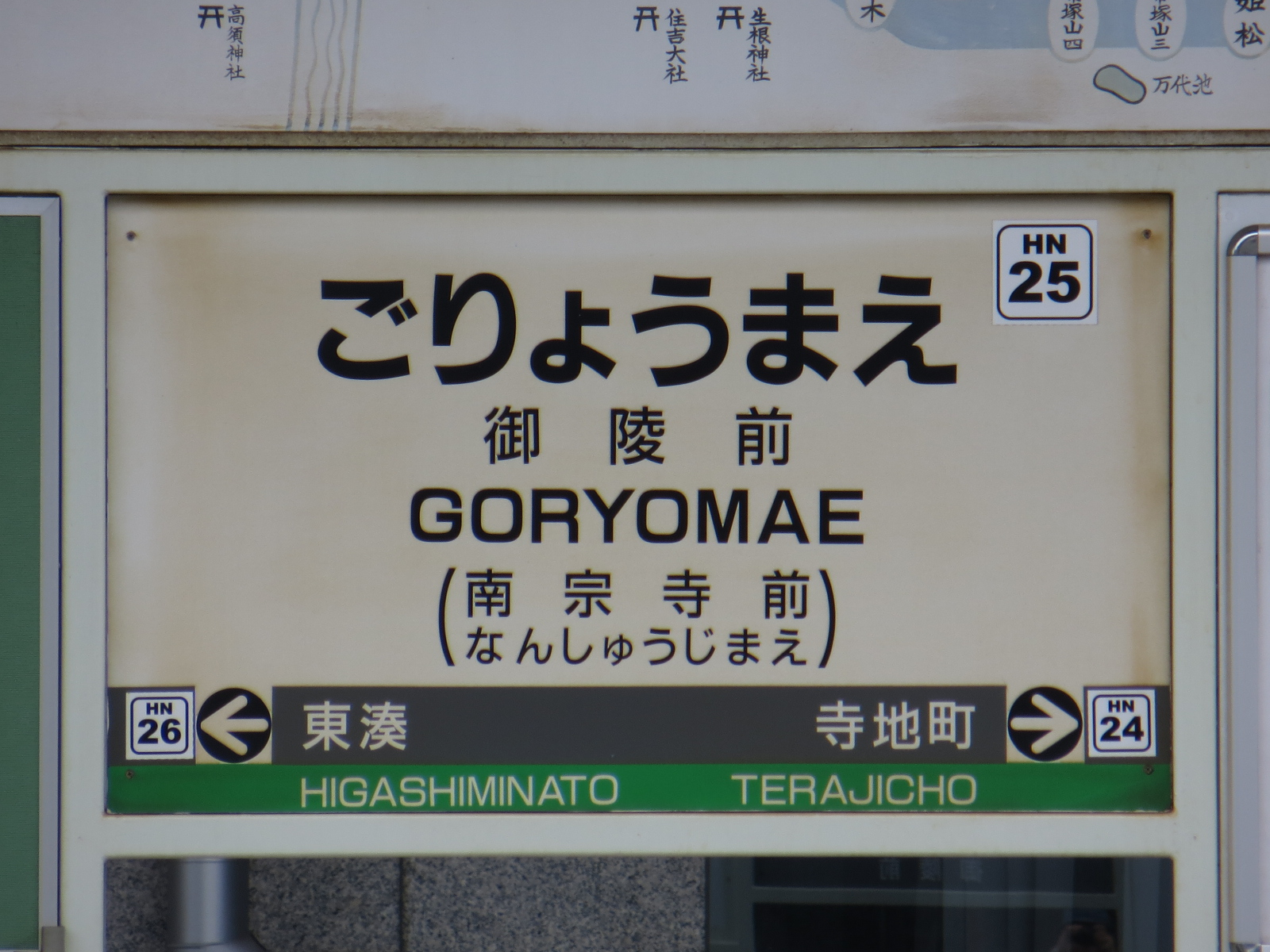
駅名標（2013年6月。「南宗寺前」と併記されている）

環濠に囲まれた堺市街地の南端に位置し、停留場の浜寺駅前方は土居川に架かる少林寺橋（旧称は南之橋）で、橋の南詰が御陵前交差点、大道筋の南端である。
現在の駅名は仁徳天皇陵に由来し、1929年（昭和4年）に仁徳御陵前停留場（現・百舌鳥駅）が開業するまで、当駅が最寄駅だった。当停留場の駅名標には「南宗寺前」と併記されているが、仁徳天皇陵の遥拝所は当停留場から約2.2 km離れた所にある。
- 南宗寺
- 大安寺
- 臨江寺
- 本伝寺
- 船待神社
- 堺市立陵西中学校
- 南曜堂

## バス
南海バス（御陵前停留所）
- 21系統 南循環線
  - 右回り：御陵前（交差点北側）→栄泰橋→堺東駅前→塩穴通→東湊電停前→御陵前（交差点南側）→御陵前（交差点西側）→大浜南町→堺駅南口→堺駅前
  - 左回り：御陵前（交差点西側）→御陵前（交差点南側）→東湊電停前→塩穴通→堺東駅前→栄泰橋→御陵前（交差点北側）→宿院→堺駅南口

## 隣の停留場
阪堺電気軌道
■阪堺線
寺地町停留場 (HN24) - 御陵前停留場 (HN25) - 東湊停留場 (HN26)
- （）内は駅番号を示す。